# Hjalmar Ohlsson
Hjalmar Ohlsson (Hjalmar Mauritz Ohlsson; * 9. Oktober 1891 in Ramsjö, Ljusdal; † 27. Februar 1975 in Blomstermåla, Mönsterås) war ein schwedischer Dreispringer.
Bei den Olympischen Spielen 1912 in Stockholm wurde er Siebter mit 14,01 m.
Seine persönliche Bestleistung von 14,17 m stellte er am 21. Juni 1912 in Stockholm auf.